# Quadriglia (scacchi)
La quadriglia (conosciuta anche con altri nomi tra cui mangia-mangia, lampaqquattro dal francese blitz à quatre, marsigliese, tourbillon o con il termine inglese bughouse) è una variante degli scacchi giocata su due scacchiere da quattro giocatori divisi in due coppie.
Sono applicate le normali regole degli scacchi, con l'eccezione del fatto che i pezzi catturati in una scacchiera da ogni giocatore sono passati al proprio compagno di squadra, che gioca sull'altra con colore opposto al proprio partner, il quale può decidere di aggiungerli alla sua formazione in campo, potendo schierare un pezzo al posto di compiere una mossa.
Nella quadriglia il tempo di riflessione concesso ai giocatori è in generale molto ridotto; insieme al movimento dovuto al passare i pezzi catturati, questo può far sembrare caotica la partita a un osservatore inesperto; da qui il nome inglese bughouse, che in slang significa manicomio.
Annualmente sono organizzati diversi tornei di quadriglia, sia a livello nazionale sia internazionale, e la maggior parte dei server dedicati al gioco online supporta questa variante.

## Regole
Ogni membro di una squadra gioca contro un solo membro dell'altra. I compagni siedono affiancati e uno gioca con i pezzi neri, l'altro con i bianchi. Ogni giocatore deve seguire le regole standard degli scacchi, con l'eccezione di ciò che segue.

### Pezzi catturati
Quando un giocatore cattura un pezzo, lo passa immediatamente al suo compagno che lo colloca nella sua riserva. Anziché giocare una mossa normale, il giocatore può piazzare uno di questi pezzi sulla scacchiera (analogamente allo shōgi e al crazyhouse). I pezzi presenti nella riserva possono essere posizionati sulle case libere, incluse quelle in cui la mossa comporta uno scacco o lo scacco matto. Tuttavia i pedoni non possono essere messi sulla prima e sull'ottava traversa. I pedoni ottenuti dal compagno di squadra possono essere promossi e verranno riconvertiti in pedoni se catturati dall'avversario. Nelle partite giocate dal vivo su una scacchiera fisica, un pedone promosso può essere messo di lato per indicare la promozione. Un pedone piazzato sulla seconda traversa può fare come di consueto spostamenti anche di due case in avanti alla sua prima mossa. Ogni giocatore deve tenere la sua riserva di pezzi sul tavolo, di fronte alla scacchiera, sempre visibile a tutti i giocatori della partita.

### Tempo e completamento di una mossa
La quadriglia è generalmente giocata con un controllo del tempo per prevenire che i giocatori attendano indefinitamente per avere nuovi pezzi. Gli orologi sono posizionati agli estremi del tavolo, in modo che ogni giocatore possa vederli entrambi. All'inizio della partita i giocatori con i pezzi neri fanno partire gli orologi simultaneamente. Nella quadriglia generalmente non si applica la usuale regolamentazione sul tocco dei pezzi, e la mossa si considera completata solo quando viene azionato il tasto dell'orologio che ferma lo scorrere del tempo del giocatore corrente e attiva quello dell'altro. La cosiddetta regola "pezzo toccato-pezzo mosso", che obbliga a muovere un proprio pezzo o a catturare un pezzo avversario dopo averlo toccato, è utilizzata in misura minore. Quando è adottata, si applica anche ai pezzi presenti nelle riserve; essi sono considerati posizionati appena toccano una casa libera legale.
La quadriglia può essere giocata anche senza orologio, ma in quei casi di solito si adottano delle regole per prevenire gli stalli da attesa di pezzi. Una di queste possibili regole stabilisce che i giocatori non possono ritardare le loro mosse utilizzando un tempo superiore a quello occorso al compagno per compierne tre.

### Fine della partita
L'incontro termina appena una delle due partite finisce. Come negli scacchi tradizionali, il gioco si conclude quando un giocatore subisce uno scacco matto, si arrende, termina il tempo a disposizione o quando compie una mossa illegale. L'incontro può terminare pari per comune accordo o quando due giocatori finiscono il loro tempo o subiscono uno scacco matto simultaneamente. In base allo standard scelto può essere applicata la regola della patta per triplice ripetizione, nel qual caso i pezzi di riserva non contano.
Alternativamente, quando una partita su una scacchiera termina, il gioco può continuare sull'altra. In questo caso i pezzi già presenti nelle riserve possono essere utilizzati ma non ne verranno aggiunti di nuovi. L'esito dell'incontro viene deciso calcolando un punteggio per ognuno dei due parziali.

### Comunicazione
Ai compagni di squadra è normalmente concesso comunicare durante la partita. Possono ad esempio concordare strategie per ottenere o difendere un certo pezzo o suggerirsi le mosse. Chiamare i pezzi è molto comune e spesso questo può comportare sacrifici assurdi per concludere le catture necessarie al compagno. Non è invece permesso agire fisicamente sulla scacchiera in cui gioca il compagno, ad esempio toccando, muovendo i pezzi o indicando le case.

## Varianti
La quadriglia possiede numerose varianti, specialmente riguardo al modo in cui vengono gestiti i riposizionamenti dei pezzi catturati. Seguono alcuni esempi.
- I pezzi non possono essere posizionati in case nelle quali l'inserimento provoca lo scacco o lo scacco matto. Questa variante è comune in Europa e qualche volta viene definita tandem chess ovvero scacchi tandem.[6][9]
- I pezzi possono essere posizionati solo nelle quattro traverse più vicine al giocatore.
- I pezzi possono essere posizionati solo nella terza, quarta, quinta e sesta traversa.
- L'incontro non termina fino a quando entrambe le partite sono state completate.
- I giocatori non sono obbligati a difendere il re dallo scacco, e se il re di un giocatore viene catturato la partita termina.
- I re possono essere catturati e la partita continua fino a quando una squadra non posiziona tutti e quattro i re sulla scacchiera.
- I pedoni non possono essere posizionati sulla settima (a volte anche sesta) traversa.
- I pedoni non possono essere promossi, quando raggiungono l'ottava traversa rimangono pedoni. Questa era una variazione comune in Australia negli anni ottanta, volta a prevenire l'uso di pezzi extra.
- I pedoni possono essere posizionati sulla prima traversa.
- I pedoni promossi mantengono la promozione anche dopo essere stati catturati.

È possibile giocare alla quadriglia anche solo in due (un giocatore per squadra) spostandosi ogni volta da una scacchiera all'altra. Poiché ciò è analogo a quanto avviene in una simultanea, questo modo di giocare viene detto quadriglia simultanea. Si può inoltre giocare con un solo orologio scandendo l'ordine dei giocatori (Bianco A, Bianco B, Nero A, Nero B) e premendo il pulsante dopo ogni mossa. Questa variazione è adatta per giocare partite di quadriglia per corrispondenza.
La quadriglia può essere giocata con tre o più scacchiere. Questa variante funziona esattamente come la versione standard, con le scacchiere disposte a colori alternati e due giocatori (e un orologio) su ciascuna. Quando viene catturato un pezzo il giocatore deve decidere a quale compagno di squadra passarlo. Nella quadriglia con tre scacchiere il posto in posizione centrale è quello più importante poiché il giocatore che vi risiede può ricevere i pezzi da entrambe le scacchiere laterali, ma deve anche decidere come dividere quelli da lui catturati.

## Strategia

### Materiale
Negli scacchi i piccoli vantaggi di materiale sono importanti e quando i pezzi vengono scambiati il vantaggio relativo aumenta. Poiché nella quadriglia possono essere aggiunti nuovi pezzi nel corso della partita, non si arriva a giocare il finale e lo squilibrio di materiale è meno importante. È comune sacrificare pezzi durante le mosse offensive, difensive o mentre si cerca di catturare un pezzo utile per il proprio compagno.
Un sistema di punteggio usato tipicamente per valutare una posizione rispetto al materiale disponibile consiste nel sommare il valore dei pezzi presenti sulla scacchiera. Negli scacchi, secondo la convenzione più comune il pedone vale uno, l'alfiere e il cavallo tre, la torre cinque e la donna nove. Questi valori sono la conseguenza della differente mobilità, e quindi efficacia offensiva e difensiva, dei pezzi. Nella quadriglia il valore dei pezzi è diverso perché quelli che si trovano nella riserva hanno grande mobilità, potendo essere piazzati su qualunque casa libera legale. Il pedone guadagna relativamente importanza poiché la sua mobilità limitata non affligge i pezzi di questo tipo che si trovano nella riserva: per esempio, nuovi pedoni possono essere inseriti in modo da parare scacchi operati da distanza. Se la scacchiera è sufficientemente sgombra possono inoltre essere posizionati sulla settima traversa, a un solo passo dalla promozione, cosa che li rende molto appetibili. I pezzi a lungo raggio come la donna e la torre perdono invece valore, a causa dei continui cambiamenti della struttura pedonale che ne può limitare improvvisamente la mobilità e aumenta il loro rischio di finire accerchiati o isolati.
Un possibile sistema di punteggio spesso applicato alla quadriglia è pedone=1, alfiere=cavallo=torre=2 e donna=4.

### Coordinamento
I pezzi catturati vengono passati al compagno di squadra, quindi ciò che accade in una scacchiera influenza inevitabilmente l'altra. Per questo motivo è naturale che i membri di ambedue le squadre comunichino durante la partita: una richiesta comune di chi sta attaccando è quella di effettuare nuovi scambi di pezzi, mentre i giocatori in difficoltà chiedono al proprio compagno di limitarli. Si possono fare anche richieste più precise, chiedendo di ottenere o di non perdere un certo tipo di pezzo.
Un'altra situazione comune nell'interazione tra le due scacchiere è quella di chiedere a un giocatore di non fare mosse; questo può accadere in previsione di un certo pezzo o di una richiesta: supponendo ad esempio che un giocatore sia sotto un imponente attacco e che l'aggiunta di un solo pedone gli possa far perdere la partita, se il suo compagno non è in grado di prevenire la perdita di un pedone nella mossa successiva attendere è l'unica strategia non dannosa. Allo stesso modo sarebbe tuttavia perfettamente logico per l'attaccante aspettare allo stesso modo l'arrivo del pedone mancante: questa situazione, in cui gli avversari in diagonale restano in attesa nello stesso momento, è chiamata in tedesco sitzkrieg (letteralmente in inglese sitting war, ovvero "guerra seduta"). La differenza di tempo a disposizione dei due giocatori in diagonale può eventualmente forzare una squadra a muovere, per tale motivo il vantaggio di tempo sulla diagonale è più importante della differenza di tempo tra gli avversari di una stessa scacchiera.
Oltre a un'attiva comunicazione, un buon giocatore di quadriglia deve sapere coordinare silenziosamente il gioco tenendo lo sguardo su entrambe le scacchiere, in modo da effettuare mosse coordinate al gioco del compagno.

### Attacco e difesa
Attaccare il re può significare mettere sotto scacco l'avversario, ma anche controllare lo spazio vitale attorno allo stesso. Questa è una parte essenziale delle partite di quadriglia: attaccare il re ha importanti vantaggi, piuttosto che difendersi o cercare di catturare pezzi.
- Con la possibilità di posizionare nuovi pezzi, gli attacchi nella quadriglia possono degenerare e portare velocemente allo scacco matto.
- Il giocatore che attacca ha l'iniziativa, è lui che controlla la scacchiera mentre l'avversario cerca di reagire. Ciò ha anche importanti conseguenze sull'altra partita.
- È più facile attaccare che difendere. Un errore in fase difensiva può avere conseguenze più gravi rispetto a un errore in attacco. Perciò il giocatore in difesa deve essere molto preciso e ciò può comportare uno svantaggio in termini di tempo.

È comune sacrificare dei pezzi per avviare o sostenere un attacco. Un attacco caratteristico è la cosiddetta "tempesta di pezzi", dove un giocatore posiziona sulla scacchiera nuovi pezzi uno dopo l'altro fino ad arrivare allo scacco. Specialmente importanti sono gli scacchi di contatto o quelli con il cavallo, in cui si forza il re a muovere. Possono essere utilizzati per spingerlo in zone scoperte, lontano dalle sue difese che spesso prevengono la messa in gioco di nuovi pezzi sulla scacchiera.
La comunicazione all'interno della squadra è essenziale per una buona difesa: quando un giocatore è sotto attacco, il compagno deve fare attenzione a quali sono pezzi più critici da non perdere. Una strategia di attesa può rivelarsi necessaria, tuttavia è importante uscire velocemente dalla fase difensiva. Accettare uno scambio può essere letale; d'altra parte, questo porta l'attaccante ad avere un pezzo in meno mentre il compagno del difensore ne avrà uno in più e avrà l'opportunità di prendere l'iniziativa sull'altra scacchiera.

### Aperture
Esiste un numero significativamente più piccolo di aperture di quadriglia rispetto a quelle degli scacchi. Alcune aperture degli scacchi tradizionali infatti creano posizioni che nella quadriglia contengono debolezze facilmente sfruttabili: ad esempio, non è raccomandabile muovere i pedoni diversi da quelli d ed e. Le aperture della quadriglia sono generalmente orientate verso la dominazione degli spazi vitali e il rapido sviluppo. Pezzi catturati da riutilizzare diventano disponibili già dopo poche mosse ed è importante sviluppare il gioco fin da questa fase poiché di solito non c'è tempo per farlo successivamente. Un rapido schieramento aiuta anche a difendersi contro i primi attacchi condotti dai pezzi reinseriti.

## Notazione ed esempi di partita
La notazione algebrica per gli scacchi può essere utilizzata per registrare le mosse nelle partite di quadriglia. Esistono differenti notazioni per i pezzi reinseriti; i server FICS e Internet Chess Club utilizzano la notazione @, ad esempio C@f1 (cavallo depositato in f1), D@e6+ (regina depositata con scacco in e6).
A causa del ritmo veloce con cui sono giocate le partite, usualmente non vi è l'obbligo per i giocatori di annotare le mosse e raramente gli incontri di quadriglia venivano registrati. Con l'avvento degli scacchi online è divenuto possibile farlo sistematicamente senza onere per i giocatori. Il formato in cui sono registrati gli incontri online è un'estensione della usuale notazione Portable Game, chiamata Bughouse Portable Game Notation (BPGN). I programmi per visualizzare la BPGN permettono di rivedere e analizzare partite di quadriglia. Segue la trascrizione BPGN di un incontro d'esempio di quadriglia (visualizzato anche graficamente nell'animazione a lato).

Esempio di partita di quadriglia

```
[Event "rated bughouse match"]
[Site "chess server X"]
[Date "2004.04.12"]
[WhiteA "WA"][WhiteAElo "1970"]
[BlackA "BA"][BlackAElo "2368"]
[WhiteB "WB"][WhiteBElo "1962"]
[BlackB "BB"][BlackBElo "2008"]
[TimeControl "180+0"]
[Result "0-1"]
1A. e4 {180} 1a. Nc6 {180} 1B. d4 {179} 2A. Nc3 {179}
1b. Nf6 {178} 2a. Nf6 {178} 2B. d5 {178} 3A. d4 {177}
2b. e6 {177} 3a. d5 {177} 3B. dxe6 {176} 4A. e5 {176}
3b. dxe6 {176} 4B. Qxd8+ {175} 4a. Ne4 {175}
4b. Kxd8 {175} 5B. Bg5 {174} 5A. Nxe4 {174}
5a. dxe4 {173} 5b. Be7 {173} 6A. Nh3 {173}
6B. Nc3 {172} 6a. Bxh3 {171} 6b. N@d4 {171}
7A. gxh3 {171} 7a. Nxd4 {170} 7B. O-O-O {169}
8A. P@e6 {168} 7b. Nbc6 {168} 8B. Bxf6 {166}
8a. N@f3+ {165} 9A. Qxf3 {165} 8b. Bxf6 {164}
9a. Nxf3+ {164} 10A. Ke2 {164} 9B. e3 {164}
10a. Q@d2+ {164} 11A. Bxd2 {164} 11a. Qxd2+ {164}
{WA checkmated} 0-1
```

## Associazioni e tornei
La quadriglia è una variante relativamente recente e la sua storia non è ben documentata; pare che il gioco sia stato sviluppato nei primi anni 1960. In diversi club europei e statunitensi si è ormai affermata come variante degli scacchi tradizionali; Grandi maestri come Lewon Aronyan, Joel Benjamin, Yasser Seirawan, Andrew Soltis, John Nunn, Jonathan Speelman, Sergej Karjakin, Michael Adams, Emil Sutovskij e Michael Rohde sono noti per aver giocato a quadriglia.
Qualche nazione organizza tornei di quadriglia attraverso la propria federazione scacchistica nazionale:
- l'annuale festival internazionale di scacchi Czech Open, organizzato a luglio dalla federazione della Repubblica Ceca, comprende un campionato di quadriglia;[30]
- annualmente, la United States Chess Federation organizza tornei di quadriglia come parte del National Junior High (K-9) Championship[31] e [32] e del National High School (K-12) Championship.[33]e [34]

Altri tornei significativi sono organizzati privatamente:
- uno dei più grandi tornei internazionali di quadriglia è l'annuale torneo di Berlino,[35] che è molto popolare tra i migliori giocatori del FICS. Il grande maestro Lewon Aronyan prese parte all'edizione del 2005 e conquistò il secondo posto con il suo compagno di squadra Vasiliy Shakov;[36]
- dal 2000 si tiene a Ginevra un torneo annuale di quadriglia, che attrae molti giocatori europei.[27][37]

## Gioco online
La quadriglia può essere giocata online già dal 1995, su server scacchistici come FICS e ICC. FICS è il server più attivo per la quadriglia, attirando i migliori giocatori del mondo, tra cui grandi maestri del livello di Lewon Aronyan.
Le partite di quadriglia si giocano online in maniera analoga a quanto avviene sulle scacchiere fisiche, ma con alcuni aspetti che rendono il gioco in rete peculiare: mentre infatti nelle partite tradizionali le comunicazioni tra compagni sono ascoltate da tutti i giocatori, perché giocoforza avvengono oralmente, nella quadriglia online usualmente si dispone di un servizio di messaggistica privata, e questo rende la comunicazione un'arma più potente; è anche più semplice coordinarsi, poiché le due scacchiere sono meglio visibili in quanto affiancate sullo schermo. Anche la gestione del tempo è influenzata dalla possibilità di preimpostare in automatico le future mosse e dai ritardi dovuti alla connessione: questi ultimi possono influenzare il tempo diagonale in maniera significativa e a volte ciò comporta il riavvio della partita quando questa differenza diventa troppo elevata.
Tra le varie interfacce di gioco per la quadriglia compatibili con i principali server scacchistici vi sono Thief e BabasChess: con entrambe si ha la possibilità di vedere le due scacchiere nello stesso momento e salvare le mosse degli incontri, permettono una rapida comunicazione con il compagno di squadra tramite un pulsante e riportano l'indicazione del lag corrente. Il Chess Engine Communication Protocol supporta la quadriglia e sono stati elaborati molti motori scacchistici ottimizzati per questa variante degli scacchi, come Sunsetter, Sjeng e TJchess: questi, sebbene più veloci degli esseri umani, sono tuttavia più deboli dal punto di vista della strategia e difettano nella scelta delle posizioni e nel coordinamento, abilità fondamentali per questo gioco di squadra.

## Rapporto con gli scacchi ortodossi
La quadriglia è vista con diffidenza tra gli insegnanti accademici di scacchi. La maggior parte di loro pensa che questa variante non abbia effetti positivi sulle abilità scacchistiche dei principianti. Secondo Zsuzsa Polgár:
(Zsuzsa Polgár)
Alcune argomentazioni a supporto di questa visione sono legate al fatto che la quadriglia distorce il tipico riconoscimento degli schemi negli scacchi e che trascura la valutazione strategica della posizione a causa del suo gioco molto tattico e pieno di repentini stravolgimenti. D'altra parte, non vi è alcuna evidenza che la quadriglia possa danneggiare giocatori di scacchi esperti. Con le parole di Lewon Aronyan:
(Lewon Aronyan)